# Joseph Chen Gong’ao
Joseph Chen Gong’ao (chiń. 陳功鰲; ur. 21 września 1964) – chiński duchowny katolicki, biskup Shunqing od 2012.

## Życiorys
Święcenia kapłańskie otrzymał 26 sierpnia 1990.
Został wybrany biskupem ordynariuszem Shunqing. Sakrę biskupią przyjął z mandatem papieskim 19 kwietnia 2012. 